# Aimee Semple McPherson
Aimee Semple McPherson, född som Aimee Elizabeth Kennedy 9 oktober 1890 i Salford, Ontario, död 27 september 1944 i Oakland, var en kanadensisk-amerikansk evangelist inom Pingströrelsen.
Hon var på 1920- och 1930-talen bland de första av "ordets förkunnare" som använde radion för att nå ut till allmänheten, och fick på så sätt stora anhängarskaror.